# Scuola gantobruggese

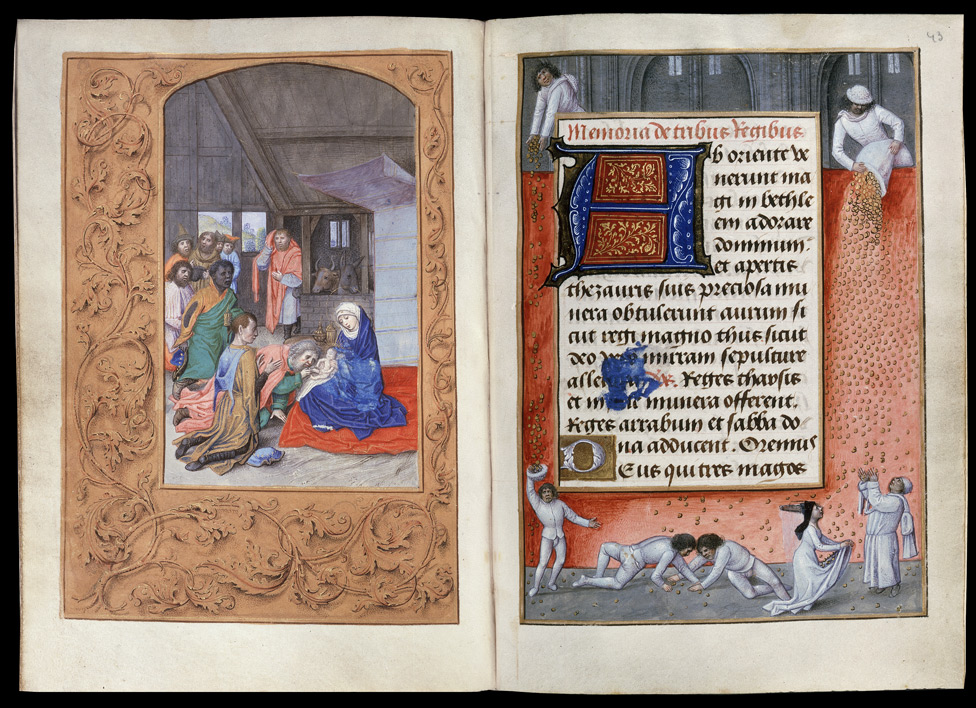
Alexander Bening, Adorazione dei Magi, ante 1483, Londra, British Library

 Con la locuzione Scuola gantobruggese la critica designa la corrente stilistica dedita della miniatura dei codici attiva nelle Fiandre orientali approssimativamente nel periodo tra il 1475 e il 1550. Questo termine fu coniato nel 1891 da Joseph Destrée nel suo studio Recherches sur les enlumineurs flamands e immediatamente adottato da Paul Durrieu.

## Storia e descrizione
Questa corrente rimpiazzò lo stile cortese tipico del periodo precedente a partire dal 1440, sotto i domini di Filippo il Bello e Carlo il Temerario.
La Scuola gantobruggese si ispirava alla contemporanea pittura da cavalletto utilizzando colori brillanti e sfumature pastello, piuttosto che i precedenti colori primari, disegnando scene e personaggi realistici, inclusi i ritratti a mezzo busto o a figura intera, con luminosi paesaggi, e aggiungendo bordure con motivi floreali e variegati.

## Artisti rilevanti
Oltre ad alcuni eccellenti artisti anonimi, poi passati alla storia solo come Maestri …, sono stati identificati un certo numero di artisti altrimenti noti:
- Alexander Bening
- Simon Bening
- Gerard Horenbout
- Lucas Horenbout
- Jan Provoost
- Gerard David